# Leigh Brackett
Leigh Douglass Brackett (Los Angeles, 07 de dezembro de 1915 – Lancaster, 18 de março de 1978) foi uma escritora e roteirista norte-americana, especialmente de ficção científica.
Ficou conhecida por seu trabalho em filmes como À Beira do Abismo (1946), Rio Bravo (1959), The Long Goodbye (1973) e O Império Contra-Ataca (1980). Colaborou durante quinze anos na revista Planet Stories, onde publicou um total de dezessete histórias.
Foi casada com também escritor de ficção científica, Edmond Hamilton. Leigh Brackett era conhecida como "a rainha da space opera. Foi a primeira mulher indicada para o Prêmio Hugo.

## Biografia
Leigh nasceu em Los Angeles, em 1915, onde cresceu. Era filha de William Franklin e Margaret Douglass Brackett. Seu pai morreu na epidemia de gripe de 1918 e Leigh foi criada pela mãe e pela avó em uma grande casa em Los Angeles. Sua avó a obrigou a frequentar um instituto para moças, onde aprendeu boas maneiras, além de teatro e literatura, mas era a ficção escrita por Edgar Rice Burroughs, que de fato lhe atraía. Quando decidiu ser escritora, sua avó a apoiou, que lhe comprava revistas pulp no mercado.
Leigh se matriculou na oficina de escrita de Laurence D'Orsay, onde escreveu suas primeiras histórias, que chegam às mãos de Henry Kuttner, seu grande apoiador no futuro, que no começo dos anos 1940, indicará um agente que comprará seu primeiro conto e depois seu primeiro romance e o apresentará ao seleto círculo de autores de ficção científica que trabalham em Los Angeles. Em 31 de dezembro de 1946, aos 31 anos, ela se casou com Edmond Hamilton em San Gabriel, Califórnia, e mudou-se com ele para Kinsman, Ohio.

## Carreira

### Literatura

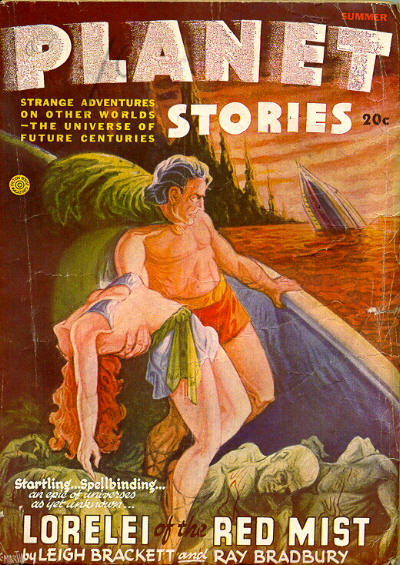
"Lorelei of the Red Mist", uma história em colaboração com Ray Bradbury na capa de Planet Stories, 1946.

Leigh começou a escrever profissionalmente quando tinha cerca de 20 anos de idade, publicando em revistas de ficção científica. Seu primeiro conto, Martian Quest, apareceu na edição de fevereiro de 1940 da Astounding Science Fiction, com clara inspiração nas histórias de Tarzan. Brackett publicou pela primeira vez em seus 20 e poucos anos; a história de ficção científica "Martian Quest" apareceu na edição de fevereiro de 1940 da Astounding Science Fiction. Seus primeiros anos como escritora (1940-42) foram os mais produtivos. Algumas de suas histórias têm temas sociais, como The Citadel of Lost Ships (1943), que considera os efeitos sobre as culturas nativas de mundos alienígenas do crescente império comercial da Terra.
Nesse período, também foi um membro ativo da Los Angeles Science Fantasy Society (LASFS) e participou de fandom de ficção científica local de outras maneiras, inclusive contribuindo para a segunda edição de Pogo's STF-ETTE, um fanzine de ficção científica exclusivamente feminino (provavelmente o primeiro desses). Escreveu principalmente para revistas como a Thrilling Wonder Stories e Startling Stories.
Seu primeiro romance, No Good from a Corpse (1944), foi um livro de mistério no estilo de Raymond Chandler. O famoso diretor de cinema Howard Hawks ficou tão impressionado com os diálogos usados pela autora californiana que não hesita em contratá-la para adaptar o livro para o cinema, junto com Jules Furthman e ele também escritor William Faulkner. Howard inicialmente pensou que Leigh era um homem. O roteiro deu origem ao filme À Beira do Abismo (1946), interpretado por Humphrey Bogart e Lauren Bacall.
Seu primeiro livro de ficção científica foi Shadow Over Mars (1944), que marcou o início de um novo estilo. Essa trabalho foi fortemente influenciado pela caracterização da história de detetives dos anos 1940 e film noir.
Em 1946, Brackett se casou com o colega escritor de ficção científica Edmond Hamilton, cerimonia em que Ray Bradbury, membro do LASFS, foi padrinho. A revista pulp Planet Stories publicou a novela "Lorelei of the Red Mist", na qual o protagonista é um ladrão chamado Hugh Starke. Brackett terminou o primeiro metade antes de entregá-lo a Ray Bradbury, para que pudesse sair para trabalhar no roteiro do filme À Beira do Abismo, baseado em um romance de Chandler.

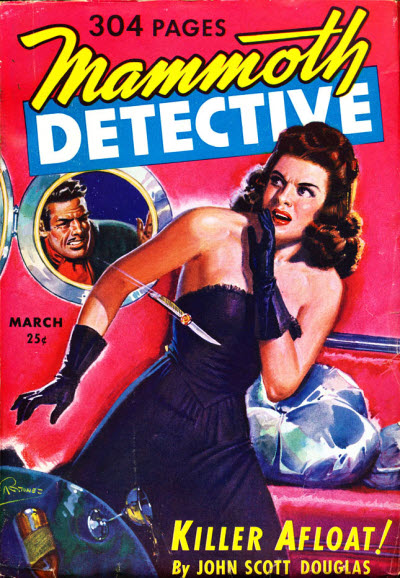
A primeira história de detetive de Brackett, "Murder in the Family", foi publicada em Mammoth Detective, 1943.

Brackett retornou à ficção científica escrevendo depois de seu trabalho cinematográfico, em 1948. De 1948 a até 1951, produziu uma série de histórias de aventura de ficção científica que foram mais longas que seu trabalho anterior, incluindo representações clássicas de seus ambientes planetários como The Moon that Vanished e o romance Sea-Kings of Mars (1949). Este último foi publicado mais tarde como The Sword of Rhiannon, uma descrição vívida de Marte antes que seus oceanos se evaporassem.
Em "Queen of the Martian Catacombs" (1949), Brackett criou o personagem dEric John Stark. Stark, um órfão da Terra, é criado pelos aborígenes semi-sensíveis de Mercúrio, que são mortos mais tarde pelos terráqueos. Ele é salvo por um oficial terráqueo, que adota Stark e se torna seu mentor. Quando ameaçado, Stark retorna ao primitivo N'Chaka, o "homem sem uma tribo", que estava com em Mercúrio. De 1949 a 1951, Brackett apresentou Stark (cujo nome ecoa o do herói em "Lorelei of the Red Mist") em três histórias publicadas em Planet Stories: "Queen of the Martian Catacombs", "Enchantress of Venus", e "Black Amazon of Mars". Com esta última história, o período de alta aventura de Brackett terminou.
Brackett adotou um tom elegíaco em suas histórias, não mais celebrando os conflitos dos mundos fronteiriços, mas lamentando a passagem de civilizações e concentrando-se mais no humor do que no enredo. A natureza reflexiva e introspectiva dessas histórias é indicada nos títulos: "The Last Days of Shandakor", "Shannach — the Last", e "Last Call from Sector 9G".
"Last Call" foi publicado na edição final (Summer 1955) de Planet Stories da Fiction House, que foi sua editora mais confiável. Depois que Planet Stories terminou, e mais tarde em 1955, as revistas Startling Stories e Thrilling Wonder Stories, Brackett perdeu todo o seu mercado de revistas. A primeira fase de sua carreira como autora de ficção científica terminou. Ela produziu outras histórias durante a próxima década, e revisou e publicou algumas como romances.
Uma nova produção desse período foi The Long Tomorrow (1955), um dos romances de ficção científica de Leigh mais aclamados pela crítica. Este romance descreve uma sociedade agrária e tecnofóbica que se desenvolve após uma guerra nuclear. Depois de 1955, Leigh concentrou a escrita nos mercados mais lucrativos, no cinema e na televisão. Em 1963 e 1964, ela retornou brevemente ao seu antigo ambiente marciano com um par de histórias. "The Road to Sinharat" pode ser considerado uma despedida afetuosa ao mundo de "Queen of the Martian Catacombs, e a outra - com o intencionalmente ridículo título de "Purple Priestess of the Mad Moon" - faz fronteira com a paródia.
Brackett e seu marido compartilharam os deveres do Convidado de Honra na 22nd World Science Fiction Convention, em 1965, em Oakland. Depois de mais um hiato de quase uma década, Leigh retornou à ficção científica nos anos 1970 com a publicação de The Ginger Star (1974), The Hounds of Skaith (1974) e The Reavers of Skaith (1976), reunida em um livro, The Book of Skaith em 1976. Esta trilogia trouxe Eric John Stark de volta para aventuras no planeta extra-solar de Skaith (em vez de seus antigos lugares de Marte e Vênus).

### Space Opera
Muitas vezes referida como a "Rainha da Space Opera", Leigh também escreveu romance planetário. Quase todos os seus romances planetários ocorrem no Sistema Solar de Leigh Brackett, que contém versões fictícias ricamente detalhadas do consenso Marte e Vênus da ficção científica das décadas de 1930 a 1950. Marte aparece como um mundo deserto habitável marginalmente, povoado por raças antigas, decadentes e na maioria humanoides; Vênus como um planeta primitivo de selva úmida, ocupado por tribos vigorosas e primitivas e monstros reptilianos. Skaith de Brackett combina elementos de seus outros mundos com elementos de fantasia.
Embora a influência de Edgar Rice Burroughs seja visível nas histórias de Leigh em Marte, o seu planeta vermelho é um mundo de comércio e competição interplanetária. Um tema proeminente de suas histórias é o choque de civilizações planetárias; as histórias ilustram e criticam os efeitos do colonialismo em civilizações mais antigas ou mais jovens que as dos colonizadores. Essas histórias permaneceram relevantes para sua crítica colonial. Os heróis de Burroughs planejam refazer mundos inteiros de acordo com seus próprios códigos; Os heróis de Brackett (muitas vezes anti-heróis) estão à mercê de tendências e movimentos muito maiores do que são.
Depois que as missões Mariner provaram que não havia vida em Marte, ela nunca retornou ao seu sistema solar fictício. Quando Leigh começou a escrever space operas novamente nos anos 1970, ela inventou um novo sistema solar fora do nosso.

## Cinema
Pouco depois de Leigh invadir a ficção científica, começou a escrever seus primeiros roteiros. O trabalho com o diretor Howard Hawks foi o seu primeiro trabalho para a indústria do cinema. Depois de se casar, Leigh fez uma longa pausa na carreira de roteirista. Quando voltou a roteirizar em meados dos anos 1950, escrevia para TV e filmes. Howard Hawks contratou-a para escrever ou co-escrever vários filmes de John Wayne, incluindo Rio Bravo (1959), Hatari! (1962), El Dorado (1966) e Rio Lobo (1970). Por causa de seu passado com The Big Sleep, ela roteirizou uma adaptação do romance The Long Goodbye de Raymond Chandler.

### O Império Contra-Ataca
Brackett trabalhou no roteiro de O Império Contra-Ataca, o segundo filme da trilogia original de Star Wars. O filme ganhou o Prêmio Hugo em 1981. Este roteiro foi um novo começo para Leigh, já que, até então, toda a sua ficção científica tinha sido na forma de romances e contos. A influência de Leigh no roteiro ainda é muito discutida. George Lucas alegou que ele pediu a Leight para escrever o roteiro baseado em seu esboço da história. Leigh escreveu um primeiro rascunho, que foi entregue a Lucas pouco antes de sua morte por câncer, mas ele foi rejeitado. Dois rascunhos de um novo roteiro foram escritos por Lucas e após a entrega do roteiro de Caçadores da Arca Perdida, o roteiro de Star Wars voltou para Lawrence Kasdan, para adicionar alguns diálogos. Leigh recebeu créditos no final do filme, ainda que não estivesse envolvida na finalização.
Alguns fãs, no entanto, acreditam que podem encontras traços da influência de Leigh no diálogo e na forma como a space opera aparece no filme. A co-fundadora do blog io9, Charlie Jane Anders, escreveu que enquanto "está na moda desprezar as contribuições de Brackett ao Império", não é verdade que nenhuma das histórias de Brackett acabam no roteiro final - as batidas básicas são as mesmas.
John Saavedra, do site Den of Geek, diz:
| “ | Mais importante, você vê que o rascunho de Brackett, embora definitivamente precise de uma reescrita e vários ajustes, contém todos os grandes momentos que eventualmente veríamos na tela. Ainda temos uma versão da Batalha de Hoth (muito mais ridícula), as sábias palavras de um velho Mestre Jedi, a excitação de percorrer um campo mortal de asteroides, um triângulo amoroso (MUITO mais evidente), uma majestosa cidade nas nuvens, traições inesperadas e o duelo de clímax entre Luke Skywalker e Darth Vader que nós reencenaríamos nos playgrounds por muitos anos. | ” |

O roteiro de Brackett nunca foi legalmente publicado. De acordo com Stephen Haffner, ele pode ser lido na biblioteca Jack Williamson Special Collections na Eastern New Mexico University, em Portales, (mas não pode ser copiado ou emprestado) e nos arquivos da Lucasfilm na Califórnia.

## Morte
Leight morreu devido a um câncer em 18 de março de 1978, em Lancaster, aos 62 anos. Ela foi sepultada no Cemitério de Kinsman, em Kinsman, Ohio.

## Bibliografia

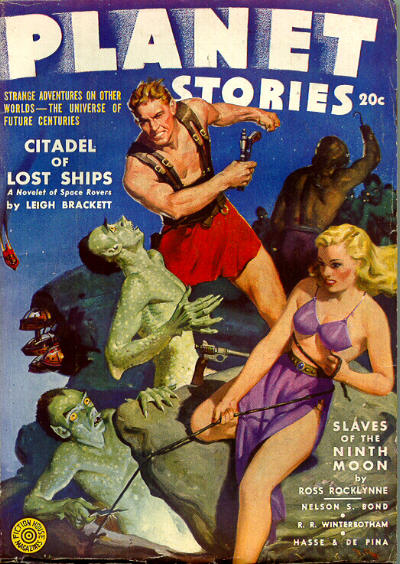
A noveleta "Citadel of Lost Ships" foi a história de capa na edição de março de 1943 da revista Planet Stories.

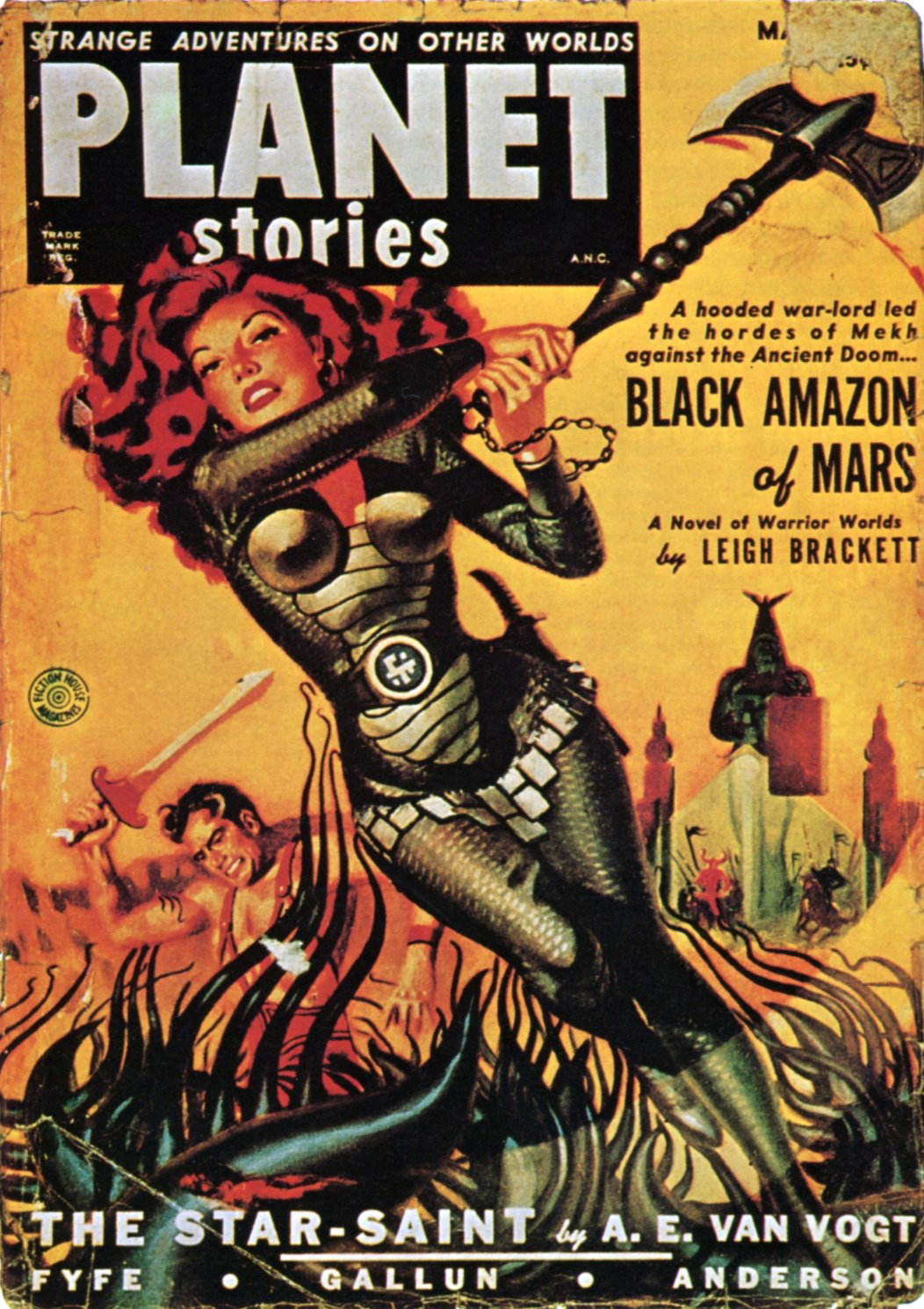
A novela "Black Amazon of Mars" foi a história de capa na edição de março de 1951 da revista Planet Stories.

### Contos e novelas de ficção científica

#### 1940–1941

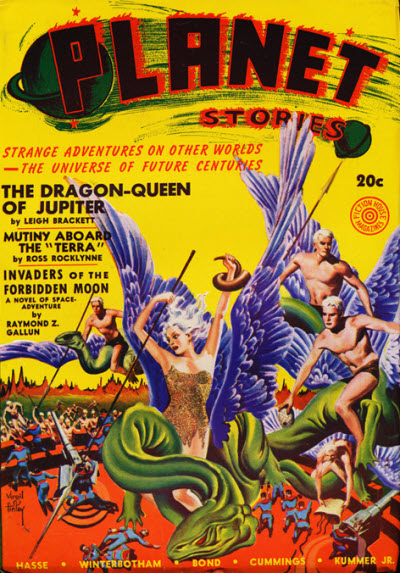
"The Dragon-Queen of Jupiter" foi a história de capa na edição de Verão de 1941 da revista Planet Stories.

- "Martian Quest" (Astounding Science Fiction, Fevereiro de 1940)
- "The Treasure of Ptakuth" (Astounding Science Fiction, Abril 1940)
- "The Stellar Legion" (Planet Stories, Inverno de 1940)
- "The Tapestry Gate" (Strange Stories, Agosto 1940)
- "The Demons of Darkside" (Startling Stories, Janeiro de 1941)
- "Water Pirate" (Super Science Stories, Janeiro de 1941)
- "Interplanetary Reporter" (Startling Stories, Maio de 1941)
- "The Dragon-Queen of Jupiter" (Planet Stories, Verão de 1941), também publicada como "The Dragon-Queen of Venus"
- "Lord of the Earthquake" (noveleta; Science Fiction, June 1941)
- "No Man's Land in Space" (noveleta; Amazing Stories Julho de 1941)
- "A World is Born" (Comet Stories Julho de 1941)
- "Retreat to the Stars" (Astonishing Stories, Novembro de 1941)

#### 1942–1944
- "Child of the Green Light" (Super Science Stories, Fevereiro de 1942)
- "The Sorcerer of Rhiannon" (noveleta; Astounding Science Fiction, Fevereiro de 1942)
- "Child of the Sun" (noveleta; Planet Stories, Primavera de 1942)
- "Out of the Sea" (noveleta; Astonishing Stories, Junho de 1942)
- "Cube from Space" (Super Science Stories, Agosto de 1942)
- "Outpost on Io" (Planet Stories, Inverno de 1942)
- "The Halfling" (novelette; Astonishing Stories, Fevereiro de 1943)
- "The Citadel of Lost Ships" (Planet Stories, Março de 1943)
- "The Blue Behemoth" (Planet Stories, Maio de 1943)
- "Thralls of the Endless Night" (Planet Stories, Outono de 1943)
- "The Jewel of Bas" (noveleta; Planet Stories, Primavera de 1944)
- "The Veil of Astellar" (noveleta; Thrilling Wonder Stories, Primavera de 1944)
- "Terror Out of Space" (Planet Stories, Verão de 1944)
- "Shadow Over Mars" (Startling Stories, Outono de 1944), publicada em livro como The Nemesis from Terra

#### 1945–1950

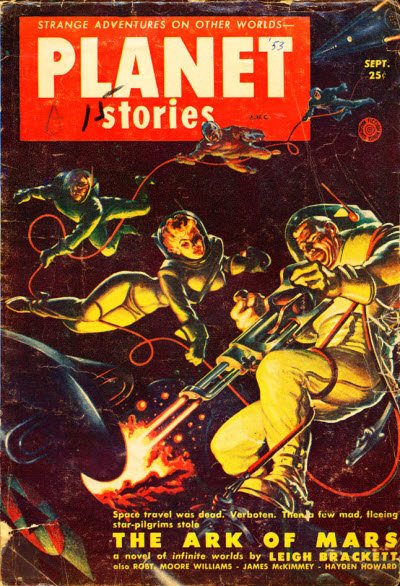
A novela "The Ark of Mars" foi a história de capa na edição de setembro de 1953 da revista Planet Stories, com capa de Kelly Freas.

- "The Vanishing Venusians" (noveleta; Planet Stories, Primavera de 1945)
- "Lorelei of the Red Mist", com Ray Bradbury (novela; Planet Stories, Verão de 1946)
- "The Moon That Vanished" (noveleta; Thrilling Wonder Stories, Outubro de 1948)
- "The Beast-Jewel of Mars" (noveleta; Planet Stories, Inverno de 1948)
- "Quest of the Starhope" (Thrilling Wonder Stories, Abril de 1949)
- "Sea-Kings of Mars" (Thrilling Wonder Stories, Junho de 1949), publicada em livro como The Sword of Rhiannon
- "Queen of the Martian Catacombs" (Planet Stories, Verão 1949), expandida e publicada em livro como The Secret of Sinharat
- "Enchantress of Venus" (novela; Planet Stories, Outono 1949), também publicada como "City of the Lost Ones"
- "The Lake of the Gone Forever" (noveleta; Thrilling Wonder Stories, Outubro de 1949)
- "The Dancing Girl of Ganymede" (noveleta; Thrilling Wonder Stories, Fevereiro de 1950)
- "The Truants" (novelette; Startling Stories, Julho de 1950)
- "The Citadel of Lost Ages" (novela; Thrilling Wonder Stories, Dezembro de 1950)

#### 1951–1955
- "Black Amazon of Mars" (Planet Stories, Março 1951), expandida e publicada em livro como People of the Talisman
- "The Starmen of Llyrdis" (Startling Stories, Março de 1951)
- "The Woman from Altair" (noveleta; Startling Stories, Julho de 1951)
- "The Shadows" ( Startling Stories, February 1952)
- "The Last Days of Shandakor" (novelette; Startling Stories, Abril de 1952)
- "Shannach – The Last" (noveleta; Planet Stories, Novembro de 1952)
- "The Ark of Mars" (Planet Stories, Setembro de 1953), depois publicada como parte do livro Alpha Centauri or Die!
- "Mars Minus Bisha" (Planet Stories, Janeiro de 1954)
- "Runaway" (Startling Stories, Primavera de 1954)
- "Teleportress of Alpha C" (Planet Stories, Inferno de 1954/1955), depois publicada como parte do livro Alpha Centauri or Die!
- "The Tweener" (The Magazine of Fantasy & Science Fiction, Fevereiro de 1955)
- "Last Call from Sector 9G" (Planet Stories, Verão de 1955)

#### Após 1955
- "The Other People" (noveleta; Venture Science Fiction Magazine Março de 1957), também publicada como "The Queer Ones"
- "All the Colors of the Rainbow" (noveleta; Venture Science Fiction Magazine, Novembro de 1957)
- "The Road to Sinharat" (noveleta; Amazing Stories, Maio de 1963)
- "Purple Priestess of the Mad Moon" (The Magazine of Fantasy and Science Fiction, Outubro de 1964)
- "Come Sing the Moons of Moravenn" (The Other Side of Tomorrow, 1973)
- "How Bright the Stars" (Flame Tree Planet: An Anthology of Religious Science-Fantasy, 1973)
- "Mommies and Daddies" (Crisis, 1974)
- "Stark and the Star Kings", com Edmond Hamilton (na coleção de mesmo nome, 2005)

### Romances de ficção científica

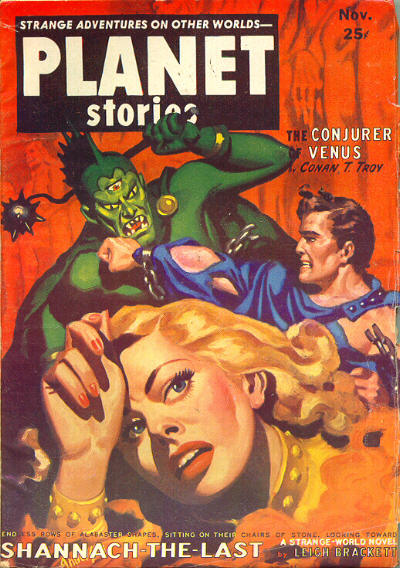
A novela "Shannach - The Last" foi a história de capa na edição de dezembro de 1952 da revista Planet Stories.

- Shadow Over Mars (1951) – primeira publicação em 1944; publicada nos Estados Unidos como The Nemesis from Terra (1961)
- The Starmen (1952) – também publicada como The Galactic Breed (1955, abreviado), The Starmen of Llyrdis (1976)
- The Sword of Rhiannon (1953) – primeira publicação Sea-Kings of Mars (1949)
- The Big Jump (1955)
- The Long Tomorrow (1955)
- Alpha Centauri or Die! (1963) – romance feito com a junção de The Ark of Mars (1953) e Teleportress of Alpha C (1954)
- The Secret of Sinharat e People of the Talisman (1964)
- The Ginger Star (1974) – publicado primeiro em duas partes nas edições de fevereiro e abril de 1974 da revista If
- The Hounds of Skaith (1974)
- The Reavers of Skaith (1976)

### Coletâneas de ficção científica
- The Coming of the Terrans (1967)
- The Halfling and Other Stories (1973)
- The Book of Skaith (1976) – edição omnibus de três romances de Skaith
- The Best of Leigh Brackett (1977), ed. Edmond Hamilton
- Martian Quest: The Early Brackett (2000) – Haffner Press
- Stark and the Star Kings (2005), com Edmond Hamilton
- Sea-Kings of Mars and Otherworldly Stories (2005) – #46 na série Fantasy Masterworks.
- Lorelei of the Red Mist: Planetary Romances (2007) – Haffner Press
- Shannach–the Last: Farewell to Mars (2011) – Haffner Press

### Ficção científica, como editora
- The Best of Planet Stories No. 1 (antologia; 1975)
- The Best of Edmond Hamilton (coleção; 1977)

### Roteiros

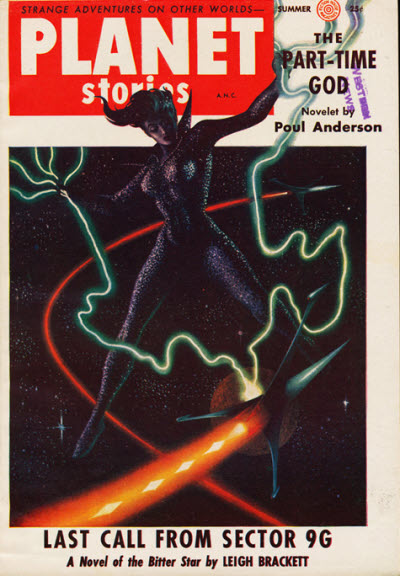
A novela "Last Call from Sector 9G" foi a história de capa da última edição da revista Planet Stories, com capa de Kelly Freas.

- The Vampire's Ghost (com John K. Butler), 1945
- Crime Doctor's Manhunt (com Eric Taylor), 1946
- The Big Sleep (com William Faulkner e Jules Furthman), 1946
- Rio Bravo (com Jules Furthman e B.H. McCampbell), 1959
- Gold of the Seven Saints (com Leonard Freeman), 1961
- Hatari! (com Harry Kurnitz), 1962
- Man's Favorite Sport? (não creditada), 1964
- El Dorado, 1967
- Rio Lobo (com Burton Wohl), 1970
- The Long Goodbye, 1973
- O Império Contra-Ataca (com George Lucas e Lawrence Kasdan), 1980

### Outros gêneros
- No Good from a Corpse (romance policial; 1944)
- "I Feel Bad Killing You" (conto noir) - New Detective Magazine, Novembro de 1944
- Stranger at Home (romance policial; 1946) – ghost-writer para o ator George Sanders
- An Eye for an Eye (romance policial; 1957) – adaptado para a televisão como um episódio de Suspicion (1958)
- The Tiger Among Us (romance policial; 1957; lançado no Reino Unido em 1960 como Fear No Evil), filmado as 13 West Street (1962; dir. Philip Leacock)
- Follow the Free Wind (romance de faroeste; 1963) – recebeu o Prêmio Spur da Western Writers of America
- Rio Bravo (romance de faroeste; 1959) – romantização do roteiro do filme, onde ela tinha sido corroteirista.
- Silent Partner (romance policial; 1969)
- No Good from a Corpse (coleção de mistério; Dennis McMillan Publications, 1999) – república o romance de mesmo nome de PI Ed Clive e oito histórias de policiais mais curtas.

## Ligaçõe externas
Leigh Brackett. no IMDb.
Leigh Brackett na Internet Speculative Fiction Database (em inglês) 
- Leigh Brackett na Internet Speculative Fiction Database (em inglês)
- Obras de Leigh Brackett (em inglês) no Projeto Gutenberg
- Obras de ou sobre Leigh Brackett no Internet Archive
- Books by Leigh Brackett na Haffner Press
- Obras de Leigh Brackett no Projeto Gutenberg
- Leigh Brackett (ology) (blog). [S.l.: s.n.]
- Webster, Bud. «Past Masters: Gats, Six-Guns and Blasters». Galactic Central. [S.l.: s.n.]
- Leigh Brackett at the Science Fiction and Fantasy Hall of Fame
- «Leigh Brackett» (em inglês). no catálogo de Autoridades da Biblioteca do Congresso, com 35 entradas